# Severiano Prins
Severiano Prins (Brazilië, 1995) is een Nederlandse golfer. Na zijn lidmaatschap van de Haarlemmermeersche Golfclub werd hij lid van de Koninklijke Haagsche Golf & Country Club.
Prins groeide op in Nieuw-Vennep. Zijn vader golfde ook en nam zijn zoon regelmatig mee naar Zandvoort, waar hij zijn GVB haalde. Hij werd lid van de Haarlemmermeersche en had een + handicap toen hij 17 jaar was.
In 2012 won hij beide clubkampioenschappen. Als clubkampioen speelde hij het landelijke toernooi der clubkampioenen op The International hetgeen hij ook won. Aan het einde van het seizoen won hij ook nog het Kennemer Open, wat voor het eerst over 27 holes werd gespeeld.
In 2013 won hij de Faldo Series U18 op Golfclub Bleijenbeek in Noord-Limburg. Hij werd door zijn club uitgeroepen tot Golfer van het Jaar.
Door het Dutch Junior Open in 2014 te winnen kreeg hij een wildcard voor het KLM Open.
Severiano werd door de Koninklijke Nederlandse Golf Federatie uitgezonden om deel te nemen aan een groot aantal internationale amateurtoernooien in diverse landen. Ook nam hij in 2015 deel aan de Lytham Trophy.

## Gewonnen
- 2012: clubkampioen heren matchplay en strokeplay.
- 2013: Faldo Series U18 po (-13).
- 2014: NK Strokeplay junioren
- 2014: Dutch Junior Open (-14).
- 2014: Faldo Series,  Netherlands